# Kostel Svaté Trojice (Koszęcin)
Kostel Svaté Trojice (polsky: Kościół Świętej Trójcy) je dřevěný farní kostel ve městě Koszęcin v okresu Lubliniec ve Slezském vojvodství. Náleží do arcidiecéze katovické, je farním kostelem farnosti Svaté Trojice v Koszęcině.
Dřevěný kostel je v seznamu kulturních památek Polska pod číslem 391/60 z 2. 11. 1960  a je součástí Stezky dřevěné architektury v Slezském vojvodství.

## Historie
Podle legendy bylo místo pro stavbu bylo zjeveno dceři místního mlynáře Viktorii. Při modlitbě u statného dubu se ji zjevila trojice dětí, která znázorňovala Svatou Trojici, a žádala ji o postavení kostela. Jiná legenda popisuje studánku u dubu se zázračnou vodou. Původně zde byla studánka, později postavena kaplička se sochou svatého Jana Křtitele. Legenda a výstavba první kaple je zachycena anonymním malířem na obraze s osmi scénami z roku 1564. První dřevěný kostel byl postaven na místě zjevení pravděpodobně v roce 1568 a shořel v roce 1720 po zapálení bleskem. Nový kostel byl postaven v roce 1724. Kostel byl mnohokrát opravován.

## Architektura
Jednolodní orientovaná dřevěná stavba roubené konstrukce na zděné podezdívce z kamene a cihel. Loď obdélníkovým půdorysem s kruchou je ukončena trojbokým kněžištěm. Ke kněžišti se přimyká čtvercová sakristie s panskou loží otevřenou do kněžiště. Loď kostela je širší než kněžiště na severní straně se nachází vstupní čtvercová podsíň (babinec). Střecha lodi a kněžiště je sedlová krytá šindelem. Na střeše presbyteria je osmiboký  sanktusník. Kolem kostela jsou otevřené soboty.
Dřevěná hranolová věž je sloupové konstrukce přisazena k západnímu průčelí. Sešikmené stěny věže jsou bedněné, střecha cibulová s lucernou krytá šindelem.

## Interiér
Vnitřní vybavení pochází z první poloviny 18. století, kdy byl kostel postaven. Dochovaly se původní oltáře. V interiéru se nachází dřevěný chór podepřený čtyřmi zdobenými sloupy. Varhany na kruchtě pocházejí z roku 1886. Na panskou loži na kněžišti vedou schody z jižní strany kostela. Nad křtitelnicí je vyřezávaný obraz Svaté trojice, rám tvoří vyřezávaný motiv bohatého akantu. Ambon pochází z 18. století.

### Hlavní oltář
Hlavní oltář je barokní z 18. století s bočními otevřenými nízkými skříněmi vedle nichž jsou alegorické výjevy. V kostele se nalézalo 30 soch. Část byla zcizena a zbytek je deponován do Arcidiecézního muzea v Katovicích.
Na evangelijní straně u oltáře se nachází legendární kmen dubu. Je vysoký 2 m a průměru cca 35 cm. Podle údajů v kronikách byl kmen daleko větší. Byl z něj udělán kříž.Do roku 1720 každý rok byla malá část odebrána na výrobu miniaturních křížků, které byly prodávány relikvie. Z výtěžku byl kostel opravován. V roce 1871 farář Jeziorský ze Sadova vydal písemný zákaz jeho krácení.

### Boční oltáře
Boční oltář na evangelijní straně je zasvěcen sv. Anně Samotřetí s kroucenými sloupy, vyřezávanou dekorací a sochami sv. Barbory a pravděpodobně sv. Hedvikou. Nad oltářem je Boží oko s amorety.
Boční oltář na epištolní straně je zasvěcen sv. Janu Nepomuckému. Oltář se sochou světce je zdoben vyřezávaným rostlinným dekorem. Vedle oltáře ve vitríně se nachází uzd a račí klepeto. Tyto artefakty jsou spojeny s dalšími legendami o výstavbě kostela.

## Galerie

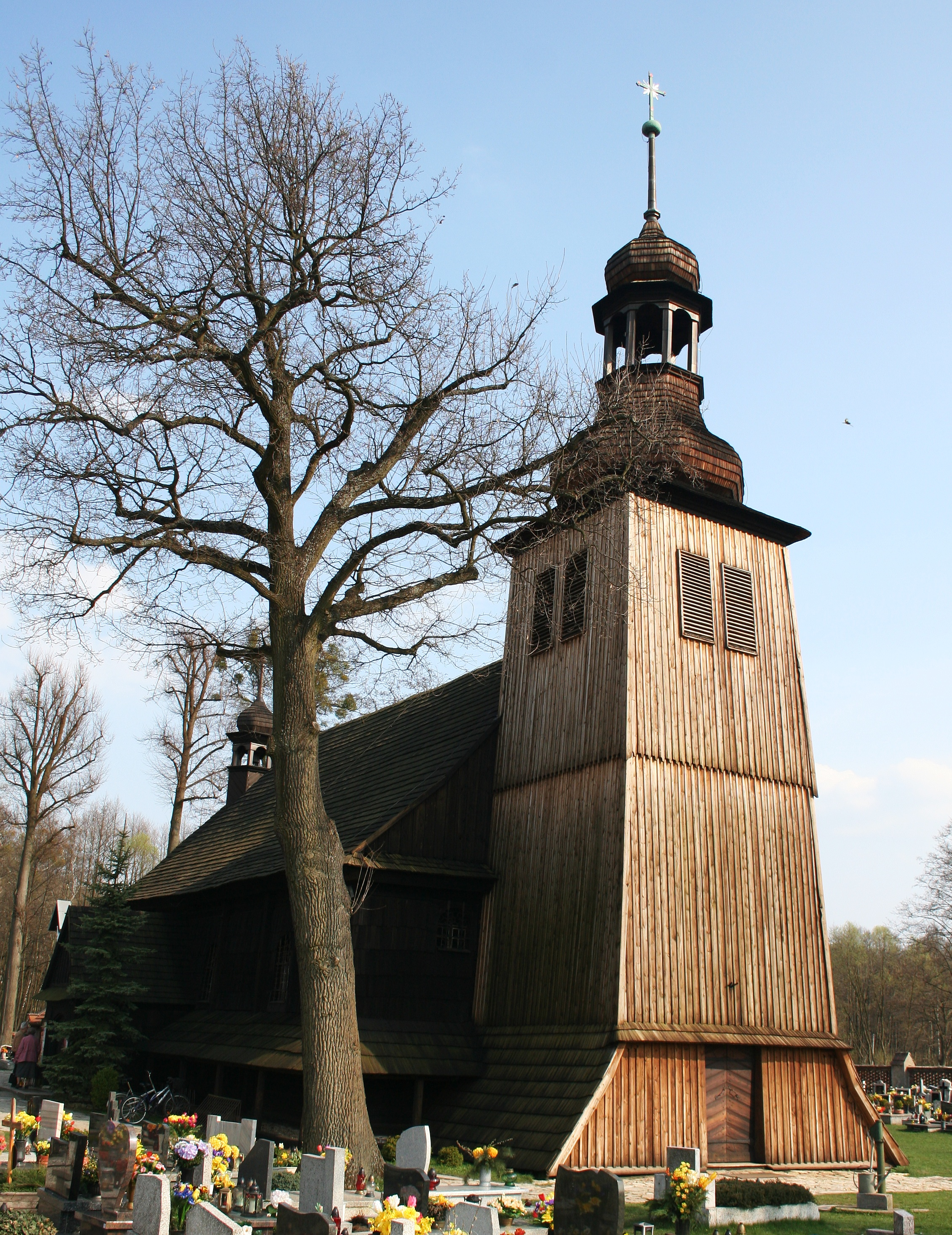
Pohled na věž kostela
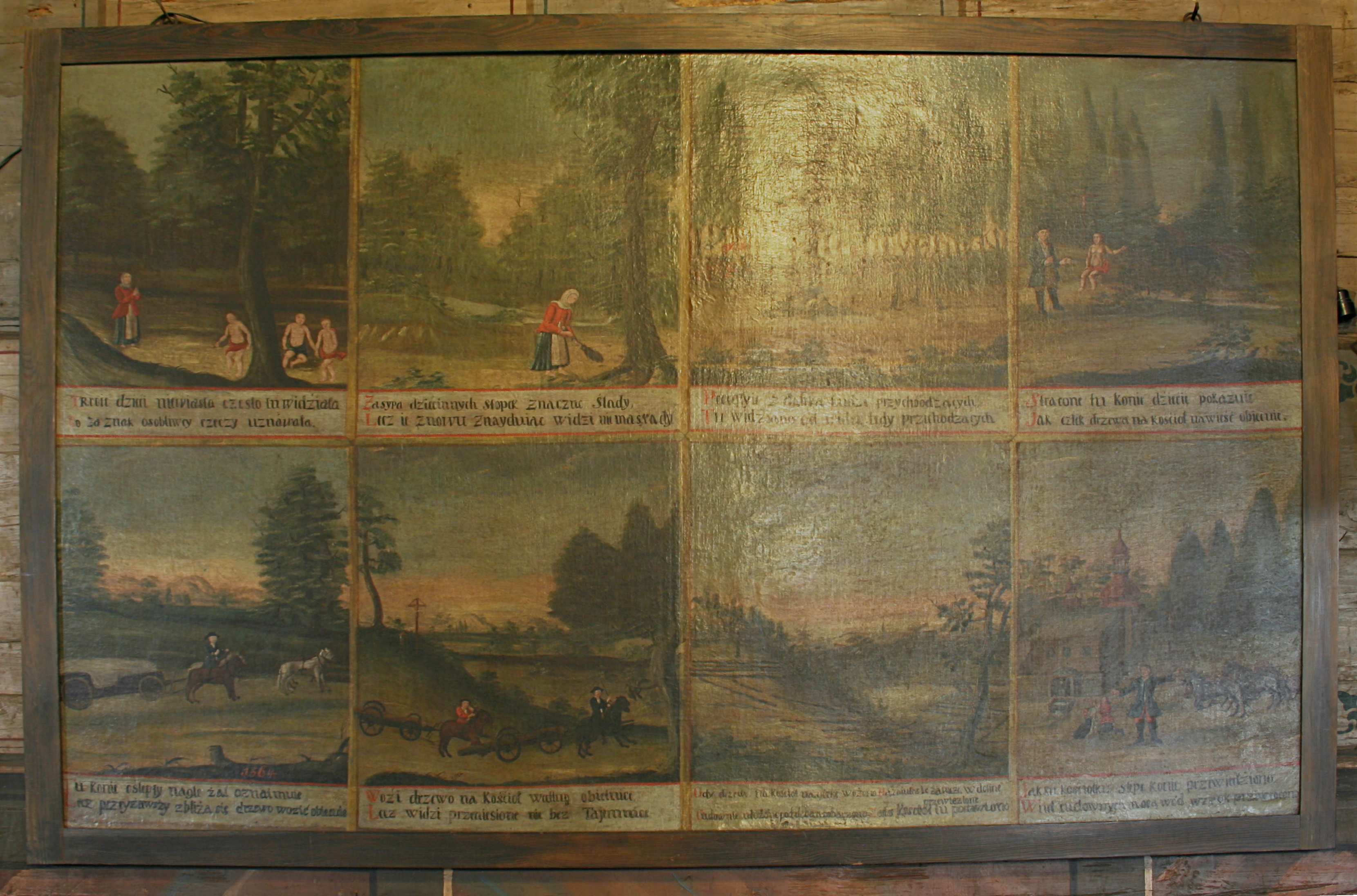
Legenda kostela Svaté Trojice
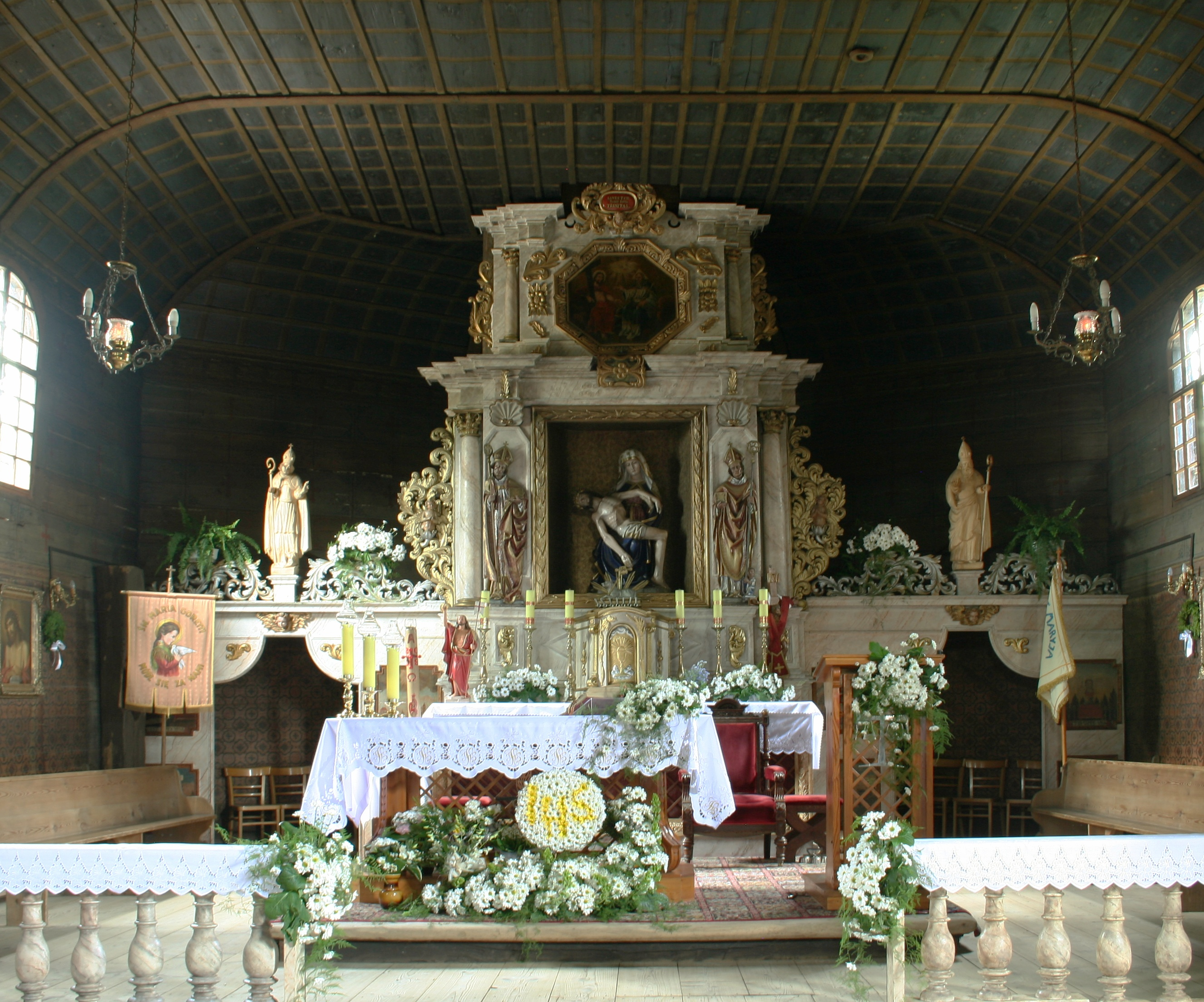
Hlavní oltář
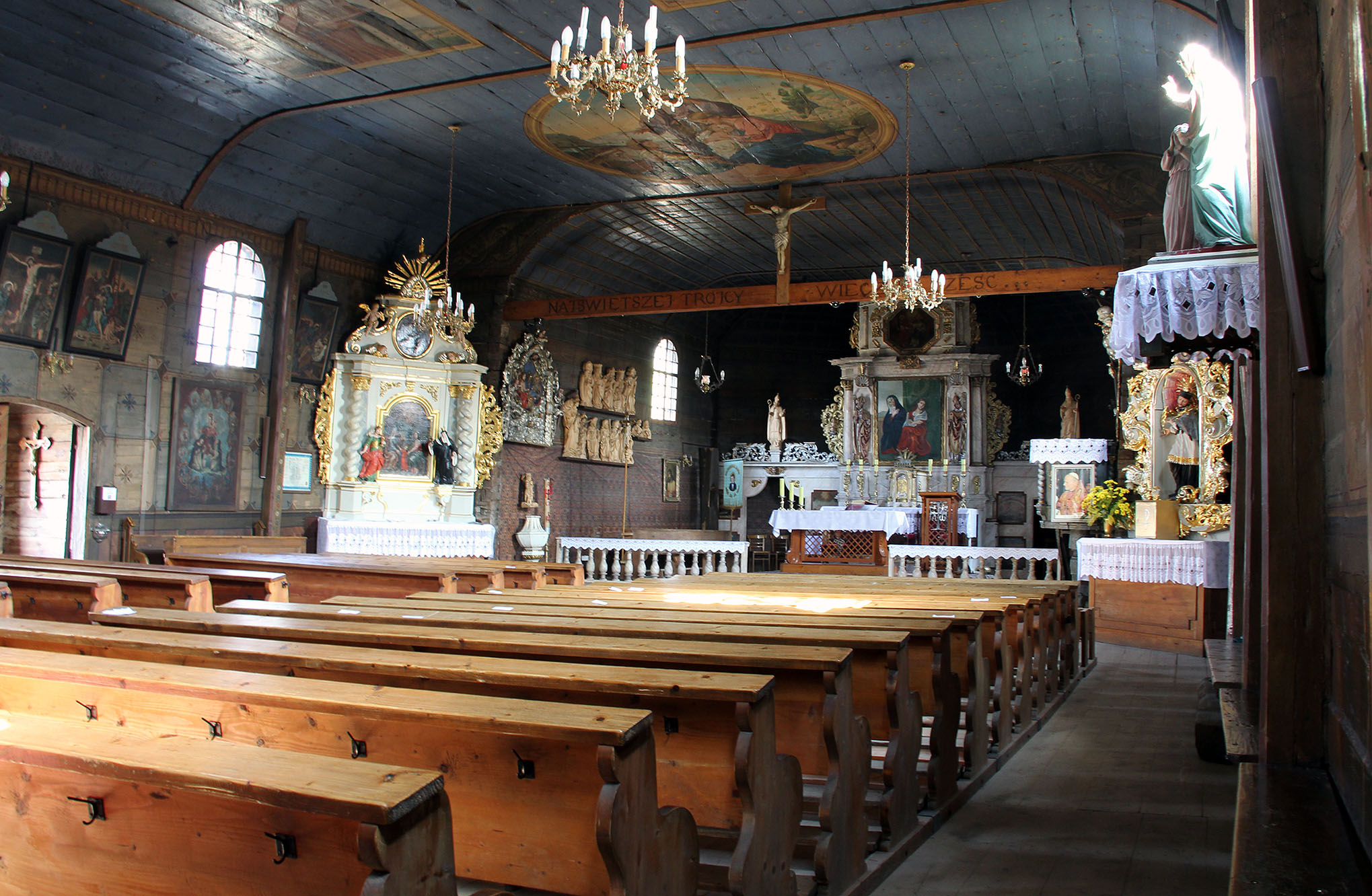
Interiér
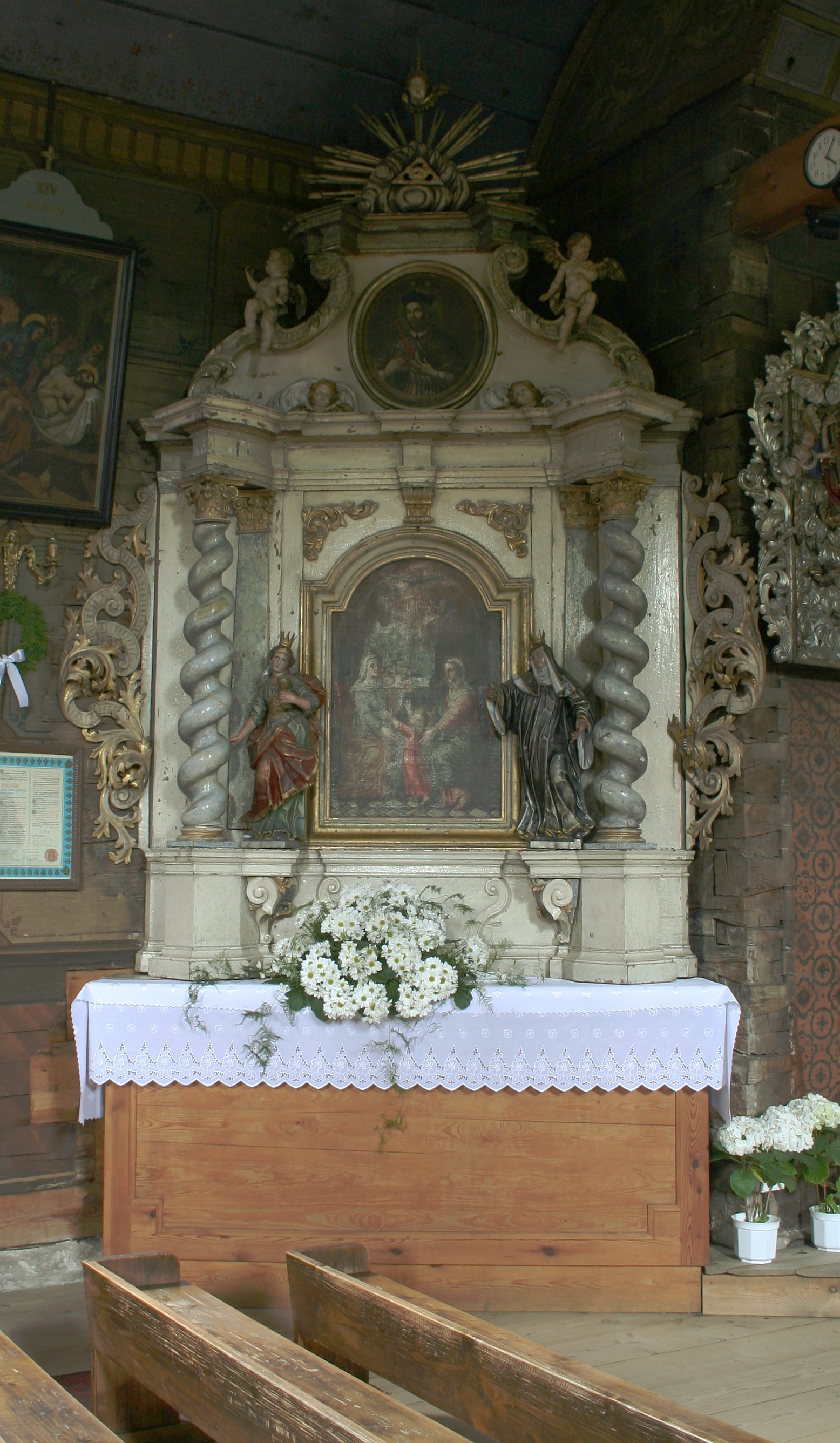
Boční oltář
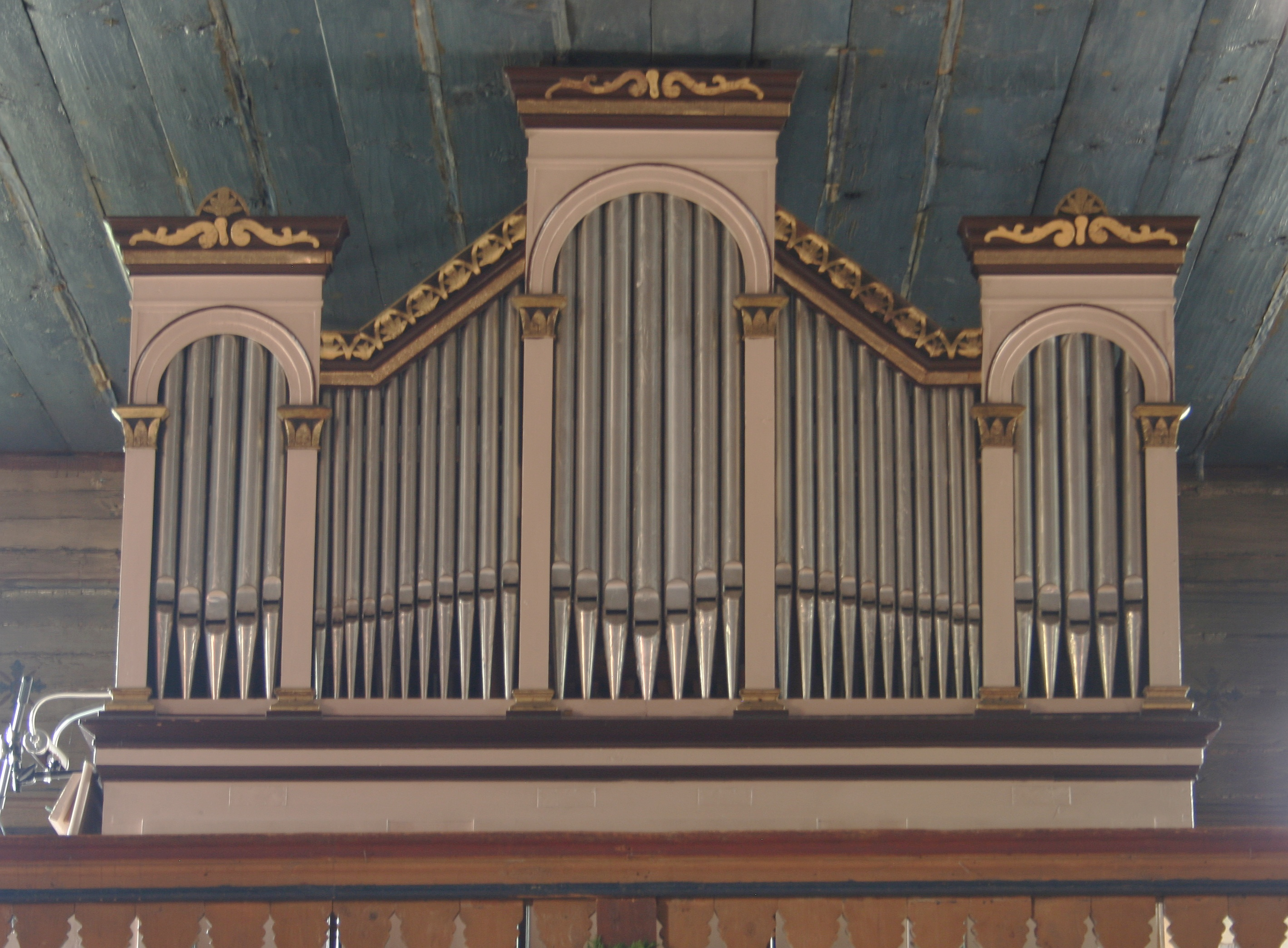
Varhany
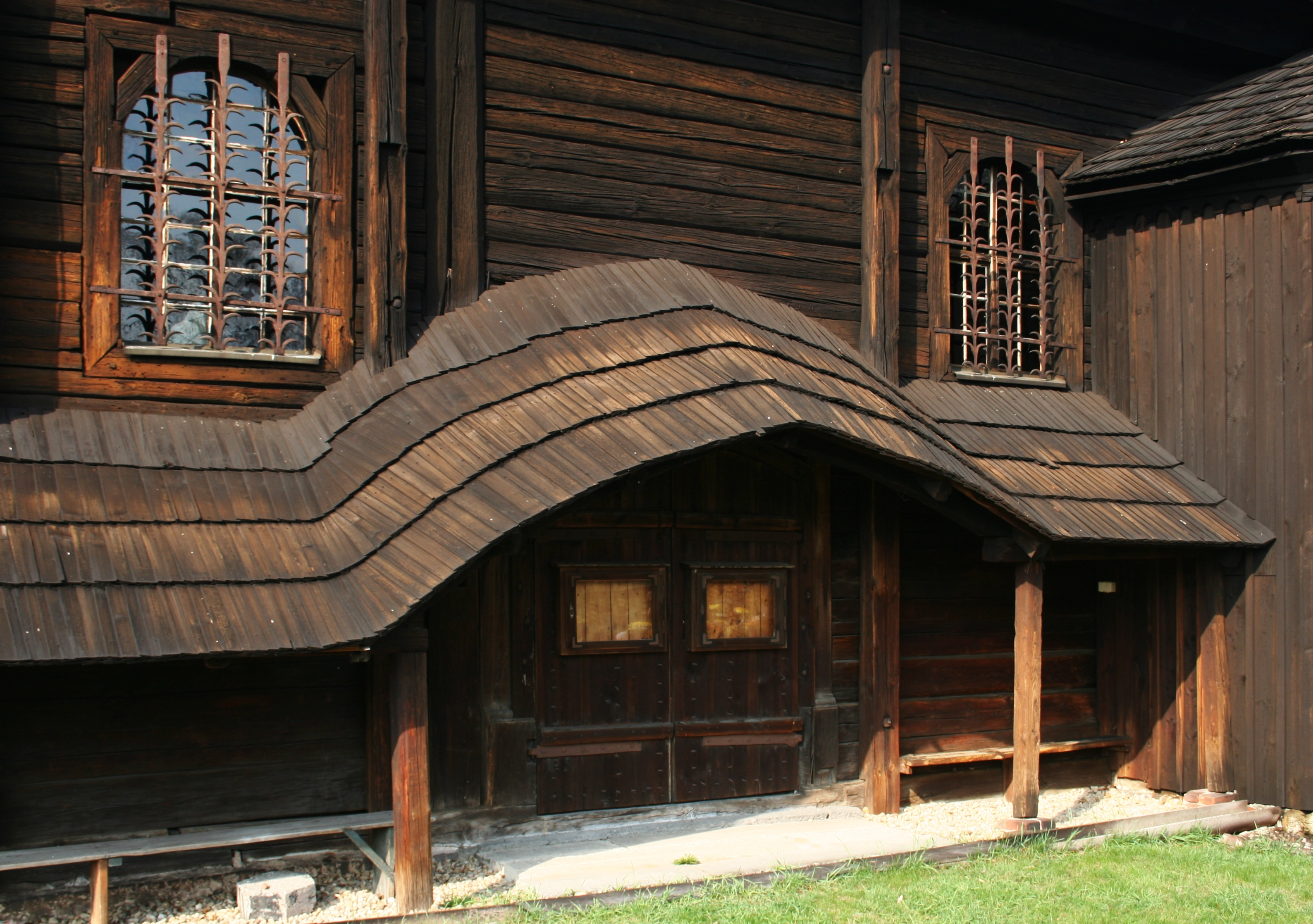
Podsíň – sobota
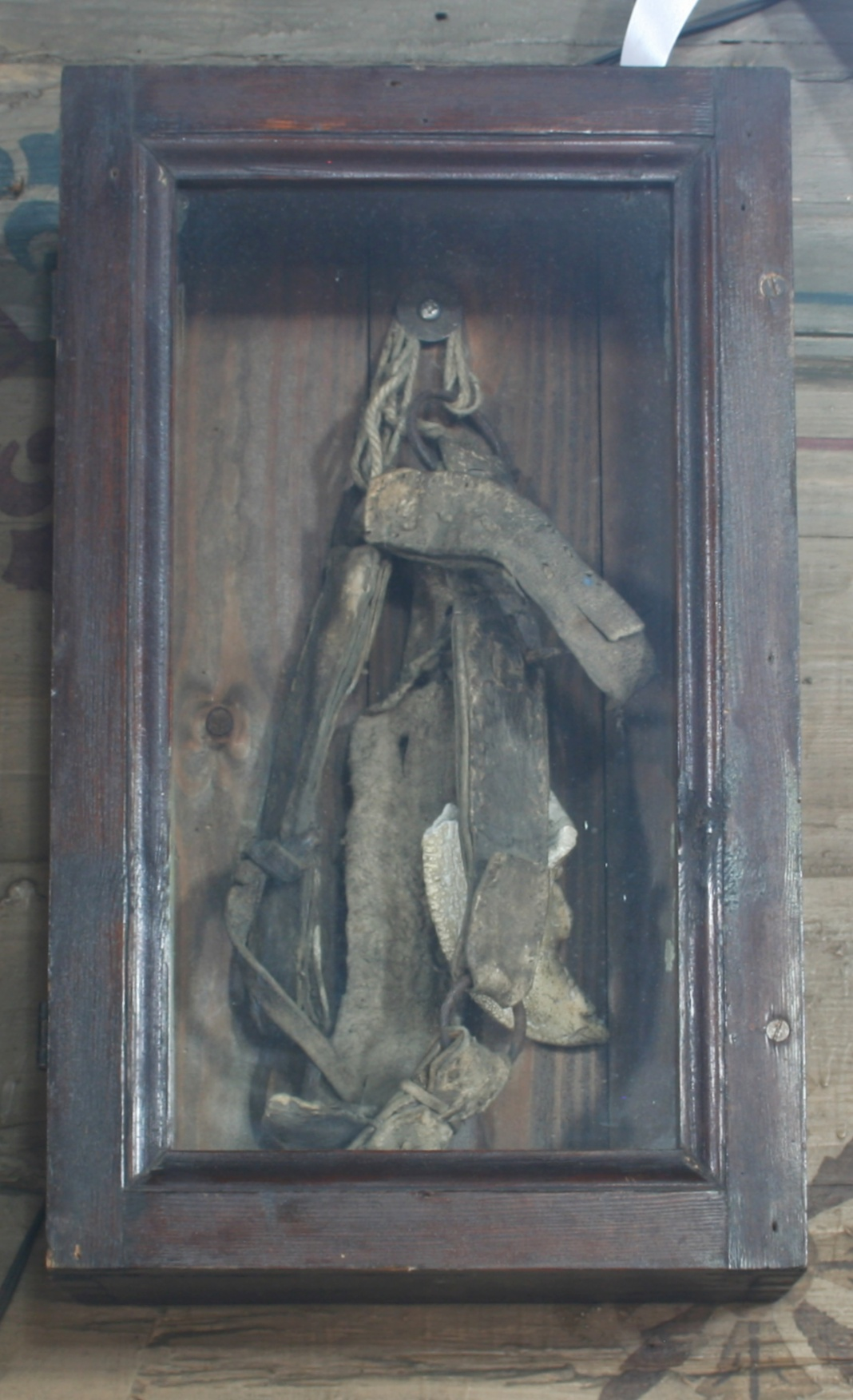
Uzda a račí klepeto